# Људевит Пасковић
Људевит Пасковић (Ludovico Paschale, око 1500 — 1551) био је петраркиста, најзначајнији пјесник которског ренесансног круга. Писао је на италијанском и латинском језику. У његовим двјема објављеним збиркама поезије (Rime volgari, 1549, на италијанском, и Carmina, 1551, на латинском), сем језичких, очитују се и поетичке разлике.
Његову италијанску поезију, гдје уз, политичке и пропагандне, доминирају пјесме љубавне тематике, а сонет је најчешћа форма, карактерише клишеизираност у слијеђењу обрасца Петраркиног љубавног романа и конвенционалност бембистичке поетике. Ипак, изузетно цијењен у своје вријеме, Пасковић је обезбиједио мјесто у неким репрезентативним антологијама свјетске лирике, његов непосредан утицај осјећа се код енглеског пјесника Томаса Лоџа, а посредан и у Шекспировим сонетима.
У чврстом ослонцу на класичне узоре (у првом реду Вергилија и Тибула), Пасковићева поезија на латинском језику, у облику силвија, у хексаметру, и елегија, доноси сличан тематски спектар као и италијанска. У збирци су заступљене љубавне, аутобиографске, политичке и пригодне пјесме. Међутим, утисак стварнијег и искренијег доживљаја љубави, сензуалност његове латинске еротике, као и живост мотивике у којој се преплиће митологија са разноврсним реминисценцијама и искуствима проживљеног, чине овај дио његовог опуса трајном вриједношћу латинске хуманистичке поезије.